# بی‌گفتار
در روان‌شناسی، بی‌گفتار (به انگلیسی: alogia) (از واژهٔ یونانی ἀ-، «بدون» و λόγος، «گفتار» + لاتین جدید -ia) تفکر ضعیفی است که از کاربرد گفتار و زبان استنتاج می‌شود. ممکن است کمبود کلی محتوای اضافی و بدون درخواست در گفتار معمولی وجود داشته باشد، بنابراین پاسخ به پرسش‌ها ممکن است مختصر و مشخص باشد و گفتار خود به خودی کمتری داشته باشد. به این موضوع، فقر گفتار یا گفتار لاکونیک گفته می‌شود. میزان گفتار ممکن است طبیعی باشد اما اطلاعات کمی را منتقل می‌کند زیرا مبهم، خالی، کلیشه‌ای، بیش از حد انضمامی، بیش از حد انتزاعی یا تکراری است. این را فقر محتوا یا فقر محتوای گفتار می‌نامند. در مقیاس ارزیابی علائم منفی که در تحقیقات بالینی استفاده می‌شود، مسدود کردن فکر به عنوان بخشی از alogia در نظر گرفته می‌شود و بنابراین تأخیر در پاسخ افزایش می‌یابد.